# Proteina tirosin-fosfatasi
Le proteina tirosin-fosfatasi (PTPasi; EC 3.1.3.3.48) sono un gruppo di enzimi in grado di rimuovere nelle proteine i gruppi fosfato dai residui di tirosina fosforilata. La fosforilazione della tirosina proteica (pTyr) è una modificazione post-traduzionale comune che può creare nuovi motivi di riconoscimento per le interazioni proteiche e la localizzazione cellulare, influenzare la stabilità proteica e regolare l'attività enzimatica. Di conseguenza, mantenere un livello appropriato di fosforilazione della tirosina proteica è essenziale per molte funzioni cellulari. Queste fosfatasi specifiche della tirosina catalizzano la rimozione di un gruppo fosfato collegato ad un residuo di tirosina, utilizzando un enzima intermedio enzimatico cisteinil-fosfato. Questi enzimi sono componenti chiave nella regolazione delle vie di trasduzione del segnale e del controllo del ciclo cellulare, ma sono anche importanti nel controllo della crescita cellulare, della proliferazione, della differenziazione, della trasformazione e della plasticità sinaptica.

## Vie di espressione
Le singole PTPasi possono essere espresse da tutti i tipi di cellule o la loro espressione può essere strettamente specifica del tessuto. La maggior parte delle cellule esprime dal 30% al 60% di tutte le PTPasi. Tuttavia le cellule ematopoietiche e neuronali esprimono un numero maggiore di PTPasi rispetto ad altri tipi di cellule. Le cellule T e le cellule B di origine ematopoietica esprimono circa 60-70 PTPasi differenti. L'espressione di diversi PTPasi è limitata alle cellule ematopoietiche, ad esempio, LYP, SHP1, CD45 e HePTP. L'espressione di PTPasi N5 è limitata al cervello. L'espressione differenziale di PTPasi N5 si trova in molte regioni cerebrali, senza alcuna espressione nel cervelletto.